# 夏木ゆたかのホッと歌謡曲
夏木ゆたかのホッと歌謡曲（なつきゆたかのほっとかようきょく）は、アール・エフ・ラジオ日本で放送されている、演歌・歌謡曲専門のラジオ番組である。

## 概要
1999年4月に演歌専門番組「ラジオ日本くつろぎワイド　夏木ゆたかの演歌いちばん」としてスタート。2003年3月31日に「ホッと歌謡曲」へ改題以降は、演歌のみならず懐かしい戦前歌謡・青春歌謡や歌謡曲、大人の鑑賞に堪えうる日本のポップスやジャズボーカル等にまで門戸を広げた。ターゲットのシニア世代の推移により、夏木が1980年代に多く司会していた新御三家世代のアイドル楽曲や、アニメソング、『ひらけ!ポンキッキ』等で流れていた童謡もかけるようになり、年々選曲の幅が広がっている。2010年10月20日に放送3000回を達成。
金曜日は、在京ラジオ局としては唯一の演歌専門チャート、ラジオ日本・演歌ランキングを発表。独自のランキング選出により、オリコンチャート等とは違う本当の曲の良さを追求したランキングになっている。毎日、演歌・歌謡曲の歌手ゲストにを迎える他、ナイターオフ期間には、スタジオや東京タワーのサテライトスタジオでナマで歌を歌うコーナーなど、盛り沢山な内容で放送している。
番組宣伝は夏木が七五調ナレーションで担当。前身番組から約20年以上放送の長寿番組であり、パーソナリティの夏木はほぼ代役を立てたことがない。

## 放送時間
- 月曜日〜金曜日　15:00〜17:50
  - 『ラジオ日本中央競馬実況中継』が放送される場合は16:30からの開始となる。
  - 前枠に『全国高等学校サッカー選手権大会』決勝戦が放送される場合は試合終了後の放送開始となる。
  - 2017年3月までは、10月〜3月/15:00〜18:30・4月〜9月/15:00〜17:40とナイターシーズンで時間が変動していた。2007年オフでは初めて18:30まで拡大した。2015年4月に後枠『60TRY部』が通年編成化[2]してからは変動は無くなった。2021年は新型コロナウィルスの影響によるナイター開始時刻前倒しにより『ラジオ日本ジャイアンツナイター』が放送される場合は17:40で終了する場合がある。
  - 金曜日については、番組開始〜2006年9月までは16:00〜18:00までの放送、2006年10月〜2007年9月までは15:00〜16:30までの放送であった。

## パーソナリティ
- 夏木ゆたか

## コーナー
※音楽以外のコーナー、企画もののみ記す（ニュースなど情報コーナーも除く）。2008年10月改編時点
- 15:20 ジャパネットたかたラジオショッピング
- 15:35 ホッとゲスト
- 16:20 ホッとメッセージ／ここ一番の新曲！
- 16:40 ラジオ日本特選ラジオショッピング

### 過去のコーナー
- 16:00 京浜ニュース - 2003年9月終了。読売新聞をニュースソースにしていた同局で唯一、神奈川新聞からのニュースを伝えていた。
- 17:20 南関東4競馬場・公営競馬情報 - 2008年3月終了。このコーナーのみ小田原局でも放送していた。

## 備考
- ナイターイン（毎年3月末〜10月初旬）はナイター情報番組があるため、17:40までの放送となる。
- 小田原放送局は2006年9月まで別番組「ラジカルランド」を放送していたため、当番組は放送されていなかった。2006年10月～2010年3月までは金曜日の「ラジカルランド」が「ミッキー安川のずばり勝負」の放送時間内だけに削減されたため、金曜日のみ放送されていた。2010年4月に「ラジカルランド」が金曜日12:30～15:00に集約されたため、全日放送されるようになった[3]。
- 在京ラジオ各局(TBSラジオ、文化放送、ニッポン放送)と異なり、夕方のワイドニュースは放送されていない。